# Diopites
Diopites (en griego Διoπείθης fue un strategos (general) ateniense que vivió en el siglo IV a. C., y que probablemente fue padre del poeta Menandro.
Fue enviado al Quersoneso Tracio hacia el 343 a. C., a la cabeza de un grupo de clerucos (colonos) atenienses. Surgieron desavenencias entre los colonos y los cardianos, que no les acogieron, pues decían que el territorio que habitaban era propiedad de ellos y no de los atenienses. En consecuencia, Diopites reclutó un ejército de mercenarios para atacar Cardia. Esta ciudad fue apoyada, pero no con las armas en primera instancia, por Filipo II de Macedonia. El rey macedonio escribió una carta disuasoria a los atenienses, que cuando los atenienses protestaron, propuso que sus discrepancias con Cardia se sometieran a arbitraje. El rey macedonio envió un contingente de tropas macedonias a Cardia. Ante ello, Diopites en lugar de asediar la ciudad saqueó un territorio de Tracia ocupado por los macedonios, aprovechando que el macedonio estaba ausente en el interior en su expedición militar contra los reyes odrisios Teres II y Cersobleptes.
Filipo hizo llegar su más enérgica protesta a Atenas mediante una carta en al que acusaba a Diopites de haber vulnerado el tratado de paz de 346 a. C. (Paz de Filócrates). La Asamblea ateniense se reunió para deliberar sobre la situación creada. Los partidarios del rey macedonio exigieron que se castigara a Diopites y se enviara a otro general que lo sustituyera. Diopites fue defendido por Demóstenes en el discurso, aún existente, Sobre los asuntos del Quersoneso, (primavera del año 341 a. C. La defensa fue un éxito, pues se le permitió conservar su mando. Después de esto, y probablemente durante la guerra de Filipo con Bizancio (339 a. C.), Diopites invadió de nuevo territorio tracio, tomó las ciudades de Cróbile y Tirítasis, esclavizó a sus habitantes y cuando un embajador, llamado Anfíloco, vino a negociar la liberación de los prisioneros, se apoderó de su persona, desafiando todas las leyes internacionales, y le obligó a pagar nueve talentos por su rescate. La enemistad de Diopites con Filipo le atrajo el favor del rey aqueménida Artajerjes III, quien, como dice Aristóteles, le envió algunos regalos valiosos, que llegaron poco antes de su muerte.